# Till Eulenspiegel
Till Eulenspiegel  (spodnjesaško Dyl Ulenspegel, nizozemsko Thyl Ulenspiegel, slovensko pavliha) je literarni lik iz nizkonemškega ljudskega izročila in ljudskih knjig.  Poznan je po svoji drznosti in humorju, s katerim osmeši vsakogar, ki mu prekriža pot. Najstarejše ohranjene različice segajo v začetek 15. stoletja. Kasnejše tiskane izdaje so združile njegove dogodivščine v rahlo povezano celoto, ki se večinoma dogajajo na nemških, nizozemskih in francoskih tleh.

## Izvor in tradicija
Ruth Michaelis-Jena zagovarja tezo, da je Eulenspiegel popolnoma izmišljen lik, okoli katerega so se nabrale različne popularne  srednjeveške pripovedi. Ljudsko izročilo datira njegovo rojstvo  v leto 1300 v mesto  Kneitlingen blizu Braunschweiga. Kot vagant je v nadaljnjih letih potoval predvsem po severnem delu Nemškega cesarstva, nekaj tudi po Nizozemskem, Češkem, Italiji in Franciji. Umrl naj bi za kugo leta 1350 v Möllu, blizu Lübecka.
Zgodbe ga opisujejo kot drznega norčka, ki zabavlja čez svoje nasprotnike in razkriva njihove slabosti. Njegove norčije so največkrat uperjene proti obrtnikom, vendar so jih deležni tudi plemstvo in drugi stanovi ter celo papež.

## Tiskana dela
Najzgodnejši izdaji Eulenspieglovih prigod je leta 1510 in 1515 v visoki nemščini pripravil Johannes Grüninger v Strassburgu (Ein kurtzweilig Lesen von Dyl Ulenspiegel, geboren uß dem Land zu Brunßwick, wie er sein leben volbracht hat ...), kot možnega avtorja omenjajo Hermanna Boteja. 
Dobesedni prevod viskonemškega imena Eulenspiegel pomeni 'sova-ogledalo' (s tema dvema atributoma se kaže Eulenspiegel na popularnih ilustracijah), medtem ko nizkonemška različica "ul'n Spegel" ponuja drugačen pomen: 'obrisati (si) rit'. Po nekaterih virih naj bi ime Eulenspiegel že leta 1400 na Spodnjem Saškem uporabljali poobčeno za lažnivce in potepuhe. 
V 18. stoletju so satiriki uporabili mnogo motivov iz Eulenspiegla. V mladinski literaturi 19. in 20. stoletje so iz njega črtali "manj primerne" izraze in prigode.

## Eulenspiegel pri Slovencih
Slovenci so leta 1850 dobili Malavašičev prevod oz. priredbo Eulenspieglovih dogodivščin pod naslovom Nemški Pavliha v slovenski obleki. Knjižico je na 80 straneh sestavljalo 49 prigod, ki so bile v skladu z izvirnikom šibko povezane. Avtor prevoda v Predgovoru poudari, da je delo namenjeno kratkočasenju in poučnosti. Bralec naj bi potegavščine razumel kot negativni eksempel. Pavliha je skupaj z Lažnivim Kljukcem (Lažnjivi Kljukec, kako se mu je na morju, na suhim in v vojski godilo (COBISS); leta 1856 je prevod iz Münchhausna prav tako pripravil Malavašič) predstavljal vzorec za šaljive povesti, ki naj bi jih po Levstikovih napotkih prebiralo ljudstvo. Oba prevoda sta dosegla izjemen uspeh, saj sta doživela vrsto ponatisov (Kljukec šest, Pavliha pa sedem).